# Mănăstirea Brădicești
Mănăstirea Brădicești este o mănăstire ortodoxă din România, situată în satul Brădicești din comuna Dolhești (județul Iași), la o distanță de 56 km SE de Iași (pe DN Iași-Vaslui) și 45 km N de Vaslui. Ea a fost înființată în anul 1691 într-o pădure de tei de către Varlaam, episcop de Huși.
La mănăstire se ajunge pornind de pe DN 24 Iași-Vaslui-București, urcând pe drumul care duce la Ciortești, apoi mergând spre Dolhești. Din Dolhești la Brădicești este un drum de pământ mai greu accesibil.

## Scurt istoric
Episcopul Varlaam al Hușilor a avut ideea de a construi o reședință episcopală în care să se refugieze din calea năvălitorilor care prădau Hușiul. În desele lor năvăliri, tătarii distruseseră reședința episcopală și documentele bisericești. PS Varlaam a întemeiat Schitul Brădicești pe moșia logofetesei Maria Racoviță, văduva logofătului Nicolae Racoviță (d. 1686). Aceasta a donat Bisericii "Buna Vestire", printr-un document din 28 decembrie 1691, o parte din moșia primită ca zestre, pentru a deveni și ea ctitoră .
Biserică de lemn cu hramul "Buna Vestire" a fost construită între anii 1691-1692. Episcopul Varlaam este creditat drept ctitor al bisericii în mai multe documente vechi. În Hotărârea Sinodului Mitropoliei Moldovei din 2 noiembrie 1712, prin care schitul devine metoh al Episcopiei Hușilor, se arată ca și ctitor Vlădica Varlaam . Într-o carte domnească din 1761, domnitorul Ion Theodor Callimachi scrie că "Ne-au spus cinstit părintele și rugătorul nostru Sfinția Sa Kir Inochentie, episcopul Hușilor, cum că are sfințita Episcopie un metoc, anume Brădiceștii, în Ținutul Fălciului, făcut de un răposat Varlaam episcopul. Acea moșie, unde a fost metoc, au cumpărat-o cu bani, în mijlocul unui codru". De asemenea, în pomelnicul Episcopului Iacob Stamate al Hușilor din 1782, PS Varlaam este trecut drept ctitor al Schitului Brădicești.
Documentele menționează că în anul 1739 schitul a fost atacat de către tătari, care au furat toate odoarele din metal prețios și toate documentele Episcopiei de Huși adăpostite aici, iar monahii au fost luați ca robi. După atacul tătarilor, schitul este refăcut abia în 1756 de către episcopul Inochentie și domnitorul Matei Ghica (1753-1756) care s-au retras aici din cauza unei epidemii de ciumă. Episcopul Inochentie a adus o serie de adăugiri complexului mănăstiresc, el adăugând catapeteasma (1766) și pridvorul închis (1768).
Între anii 1852-1853 s-au efectuat lucrări ample de reparații, din inițiativa episcopului Meletie Istratie al Hușilor, care a făcut mai multe vizite la schit și a văzut starea de ruină a acestuia. El a dobândit un ajutor de 7.050 lei de la Departamentul Trebilor Bisericești (episcopul a contribuit și el cu 650 lei din banii proprii). Lucrările de reparații au fost realizate de Ignațiu Lorenzo, arhitectul orașului Bârlad. Ca urmare a faptului că biserica se afundase în pământ cu mai mai mult de jumătate de metru din cauza putrezirii temeliei de bârne, construcția a fost ridicată în sistemul „cumpănă”, fiind înlocuite bârnele putrezite de la talpa de stejar, așezată pe temelia de piatră. Au fost placați pereții exteriori ai bisericii cu scânduri de brad, iar acoperișul de șindrilă putredă a fost înlocuit cu unul din tablă. De asemenea, au fost spălate icoanele catapetesmei de depunerile groase de praf și fum, iar ramele pictate de ieromonahul Lavrentie. Lucrările au fost finalizate la 4 septembrie 1853, costând 9065 lei și 10 parale .
Biserica a fost schit de călugări până în anul 1863, când acesta s-a desființat ca urmare a Legii secularizării averilor mănăstirești. Lăcașul de cult a devenit biserică sătească, iar, prin Legea din 1893, biserică parohială. Edificiul a suferit reparații și în anul 1883.
În anul 1903 s-a făcut o nouă reparație capitală a bisericii prin contribuția benevolă a credincioșilor parohiei, schimbându-se pardoseala de brad de la pereții exteriori cu alta, tot de brad și înlocuindu-se o parte a acoperișului de tablă. Tot atunci s-au zugrăvit pereții interiori și s-au vopsit stranele. În anul 1940 a fost construită o biserică de piatră cu hramul "Sf. Ilie".
Redeschisă în anul 1945, după război, este reînchisă din nou în septembrie 1959, odată cu promulgarea Decretului Consiliului de Stat nr. 410 din 28 octombrie 1959, care a avut ca efect eliminarea din așezămintele monahale a mai bine de trei sferturi din numărul viețuitorilor și viețuitoarelor existente până la acea dată. Biserica schitului, cu toată averea mobilă și imobilă, a trecut în patrimoniul Parohiei Brădicești. În anul 1961 s-au efectuat noi reparații ale bisericii, fiind înlocuit vechiul acoperiș din tablă, care se uzase, cu altul nou, din tablă zincată.
În anul 1992, mănăstirea a fost deschisă pentru a treia oară. Hramul mănăstirii este sărbătoarea Bunei Vestiri (25 martie). Printre călugării care au viețuit la Mănăstirea Brădicești menționăm pe actualul arhimandrit Mina Dobzeu (n. 1921) care a fost tuns în monahism acolo în anul 1946 și hirotonit ierodiacon în 1948. În prezent, în mănăstire viețuiesc 5 călugări.

## Prezent
Din întreg ansamblul mănăstiresc de odinioară a fost păstrată doar mica biserică de lemn cu hramul "Buna Vestire", o biserică de piatră cu hramul "Sf. Ilie" și chiliile celor câțiva călugări care viețuiesc acolo.
Biserica veche este construită din lemn de stejar în anul 1691 și are trei turle în formă de ceapă, după stilul rusesc. Cealaltă biserică, care a fost construită din piatră în anul 1940, se află în prezent într-o stare accentuată de degradare. Chiliile unde viețuiesc călugării au fost ridicate în anul 1991 pe locul unei construcții care fusese demolate anterior.
Nu există locuri de cazare pentru pelerini. Dintre obiectele de valoare menționăm iconostasul datând din 1766 și un clopot de bronz din 1779.

## Imagini

Intrarea în curtea mănăstirii
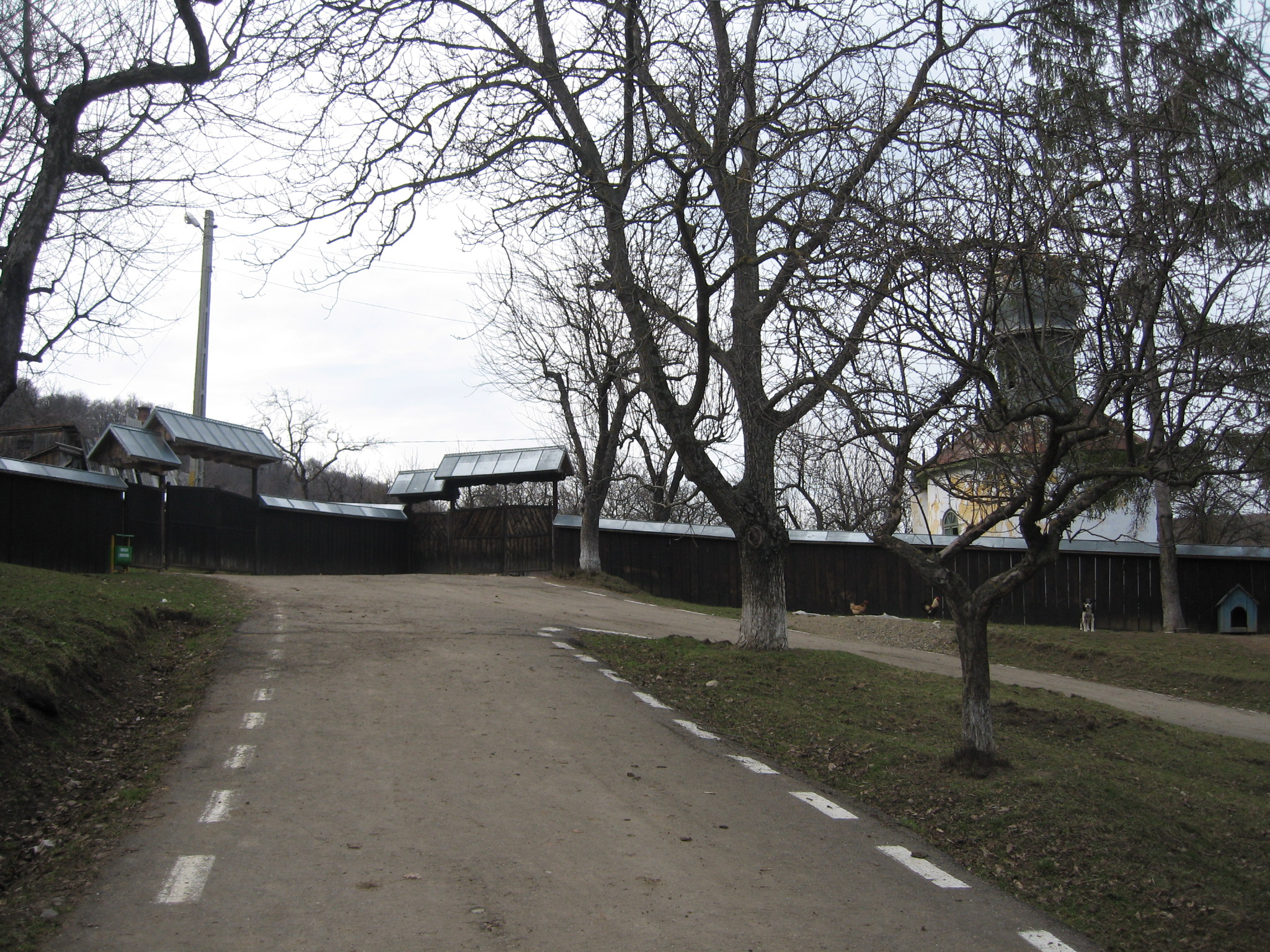
Intrarea în curtea mănăstirii
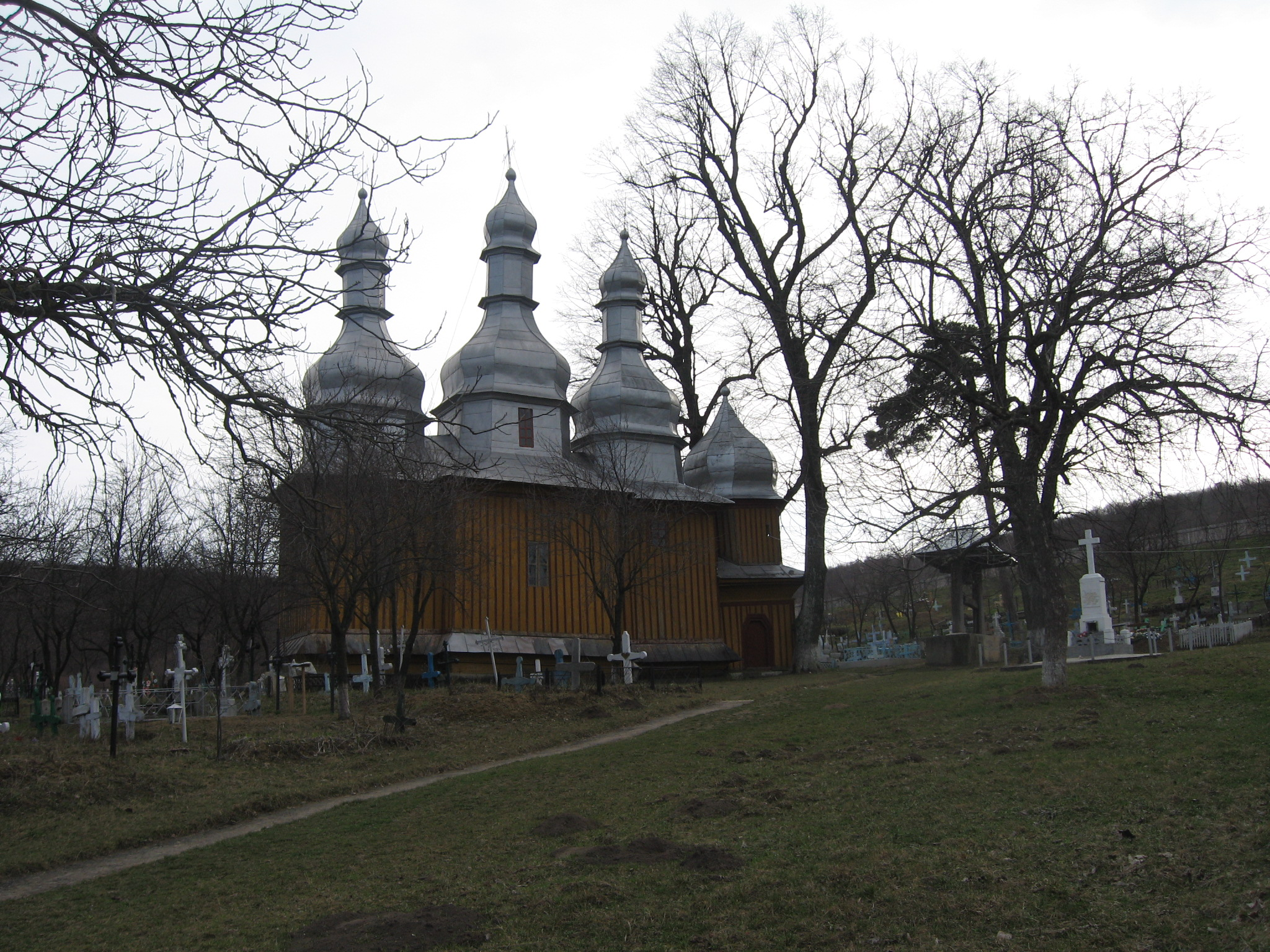
Biserica veche de lemn (1690)
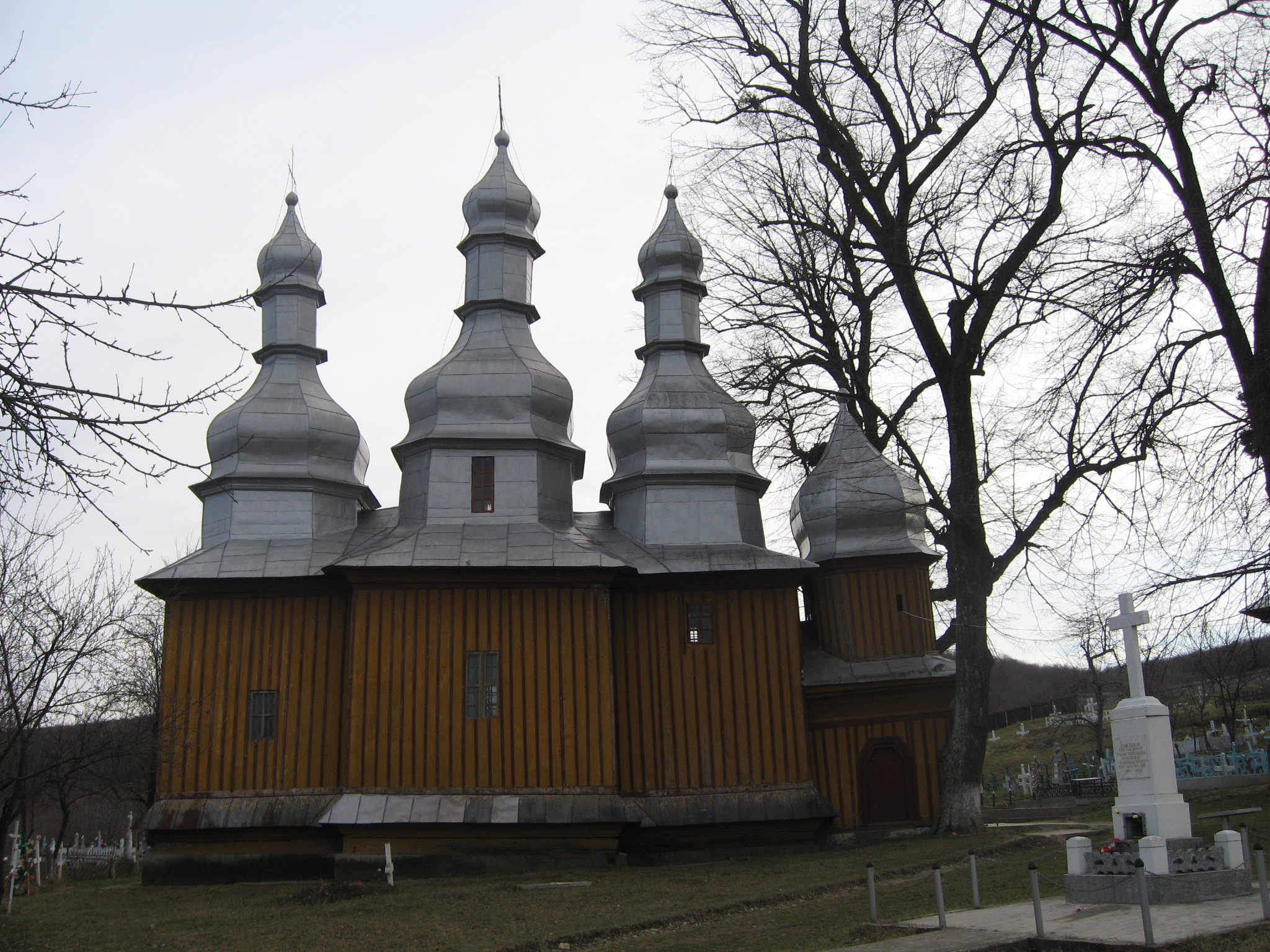
Biserica veche de lemn
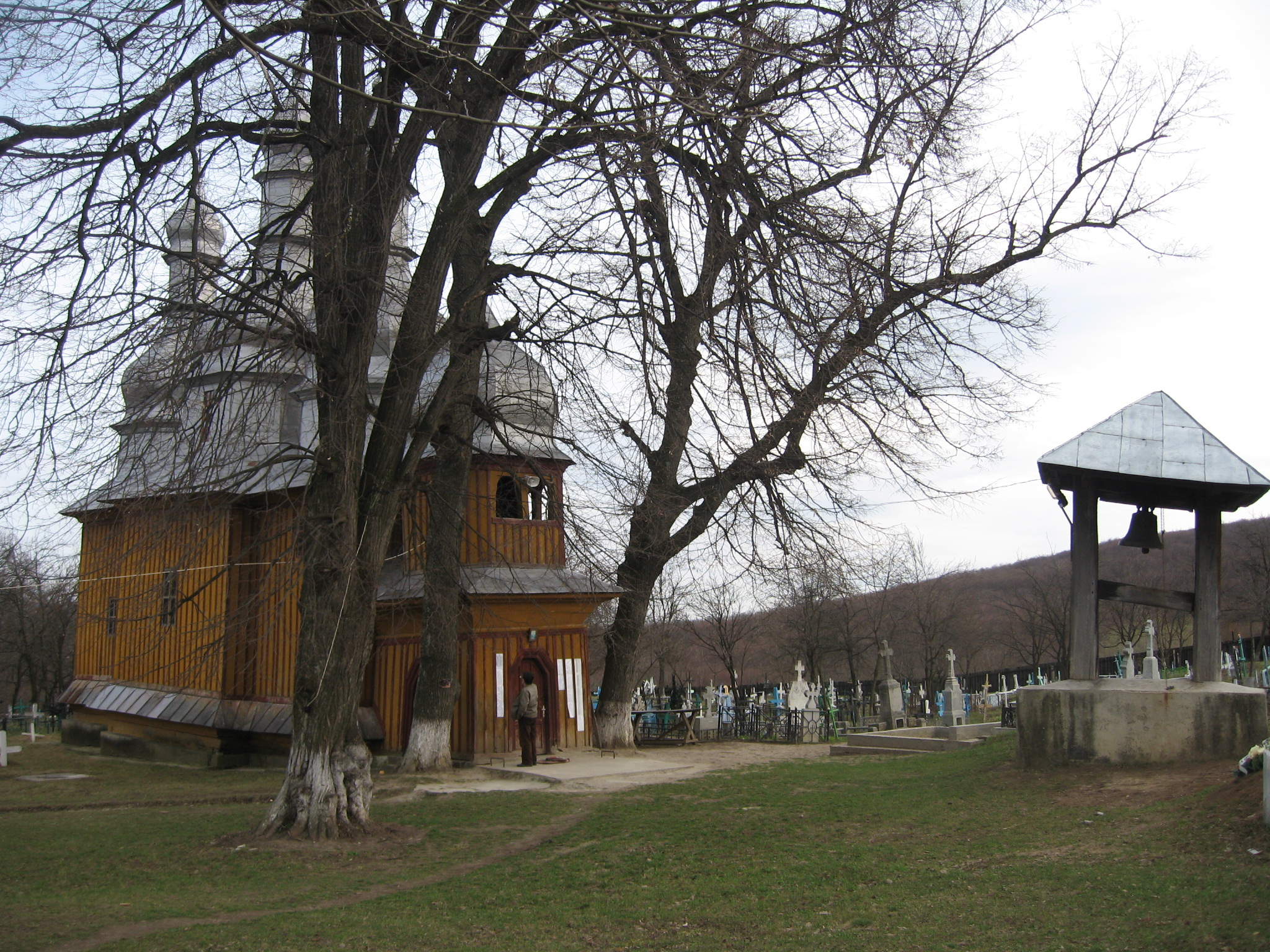
Biserica de lemn şi clopotniţa
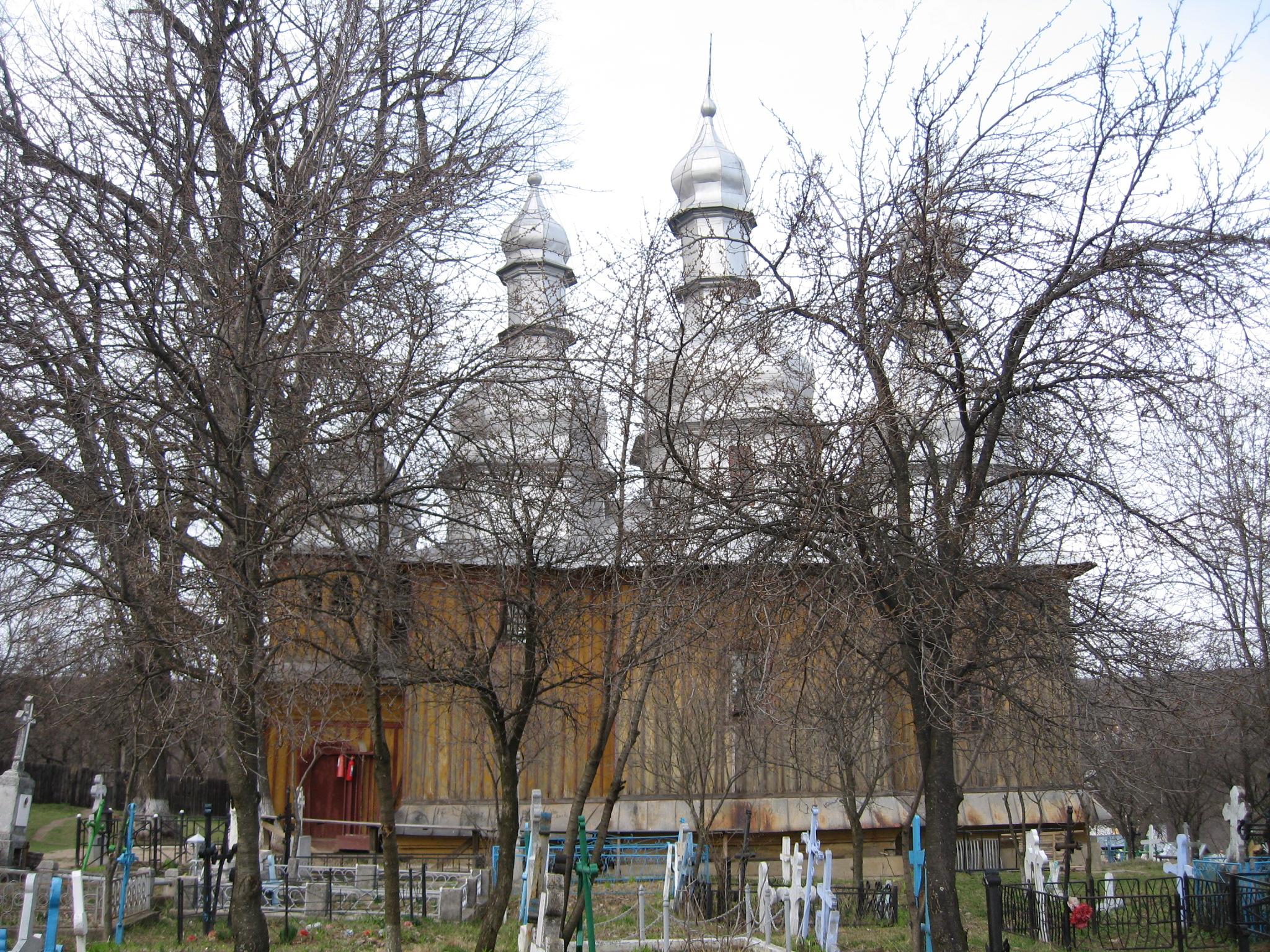
Biserica privită din cimitir
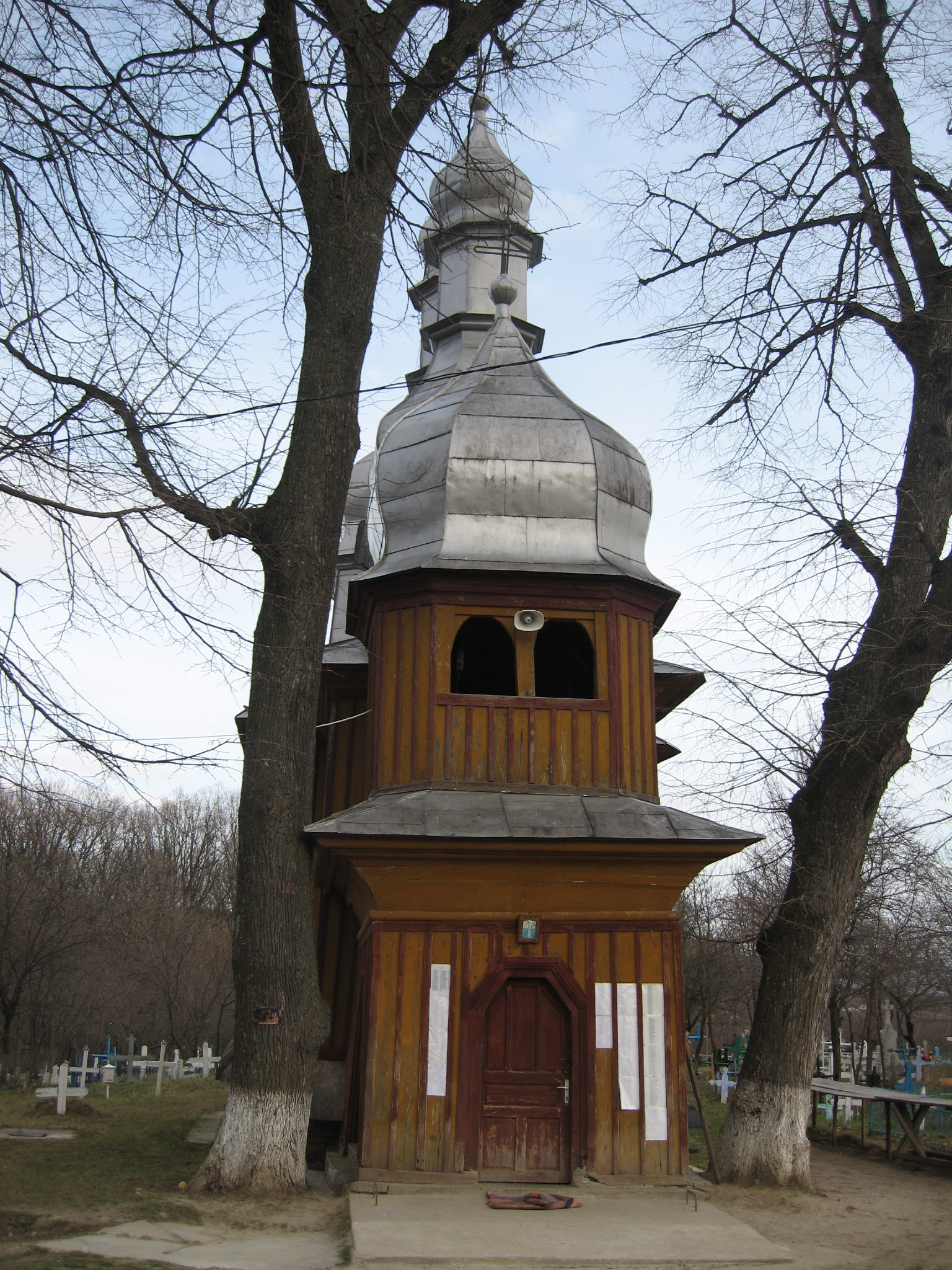
Biserica de lemn privită din faţă
Clopotniţa
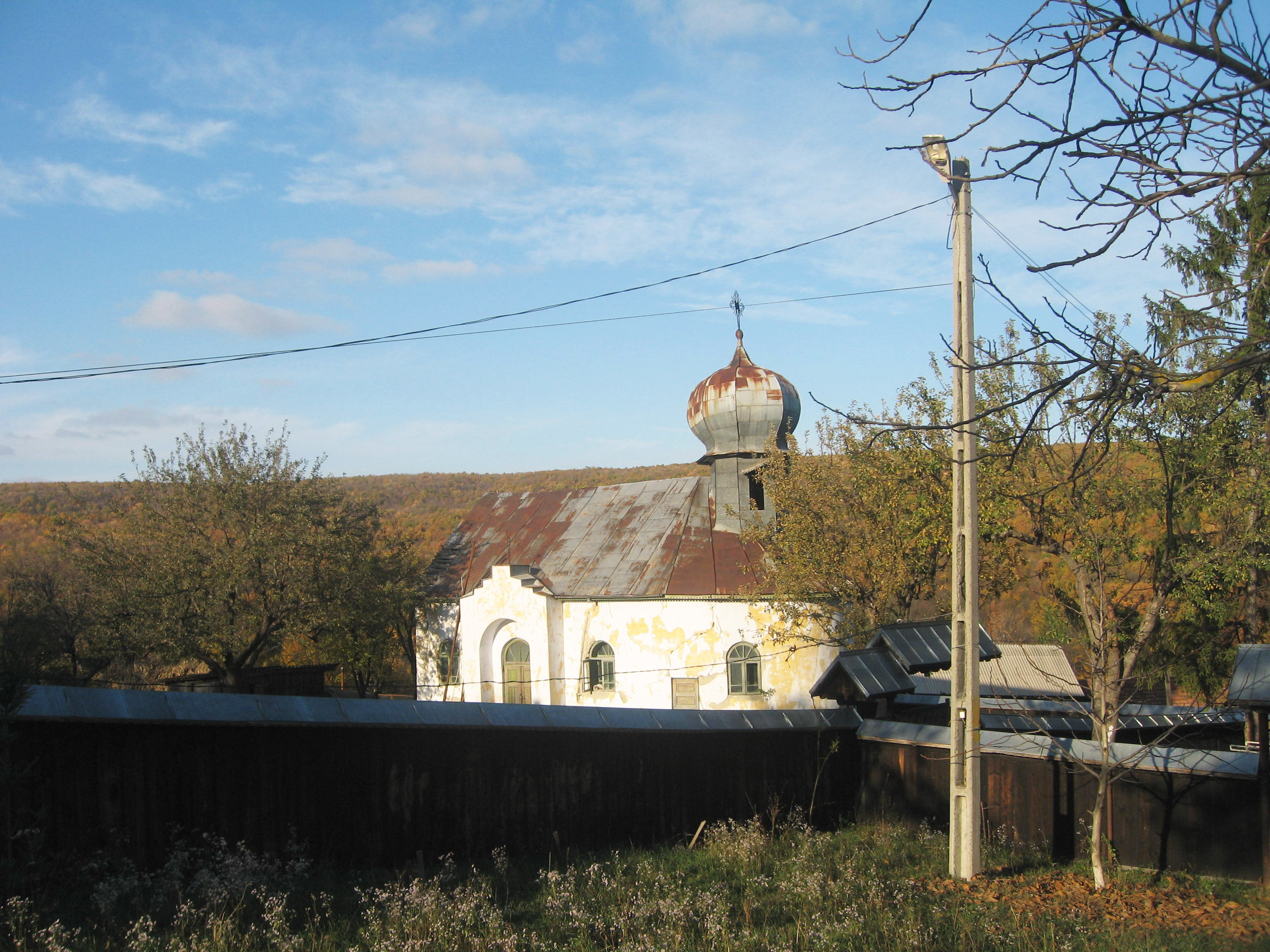
Biserica de piatră (1940)
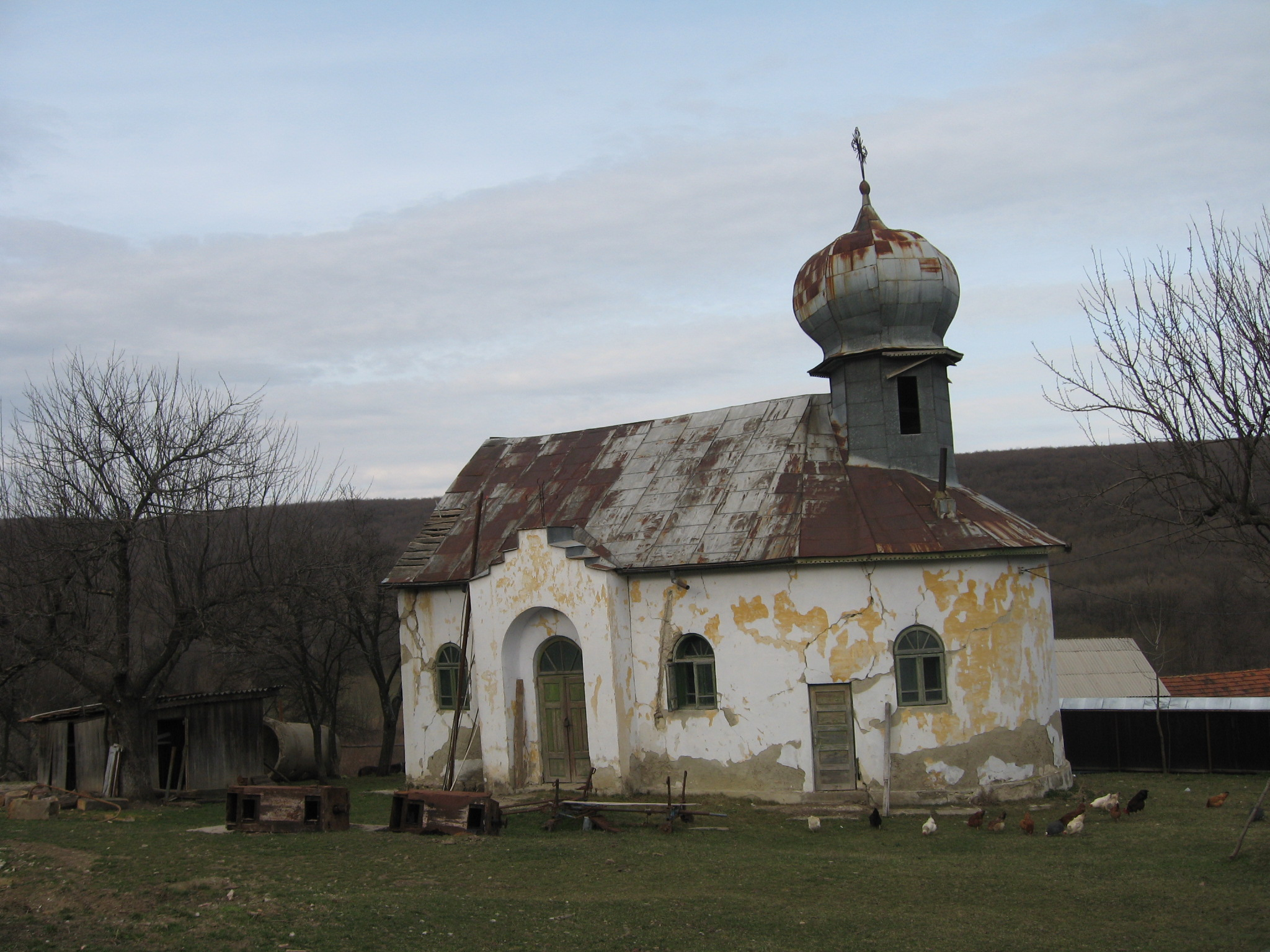
Biserica de piatră
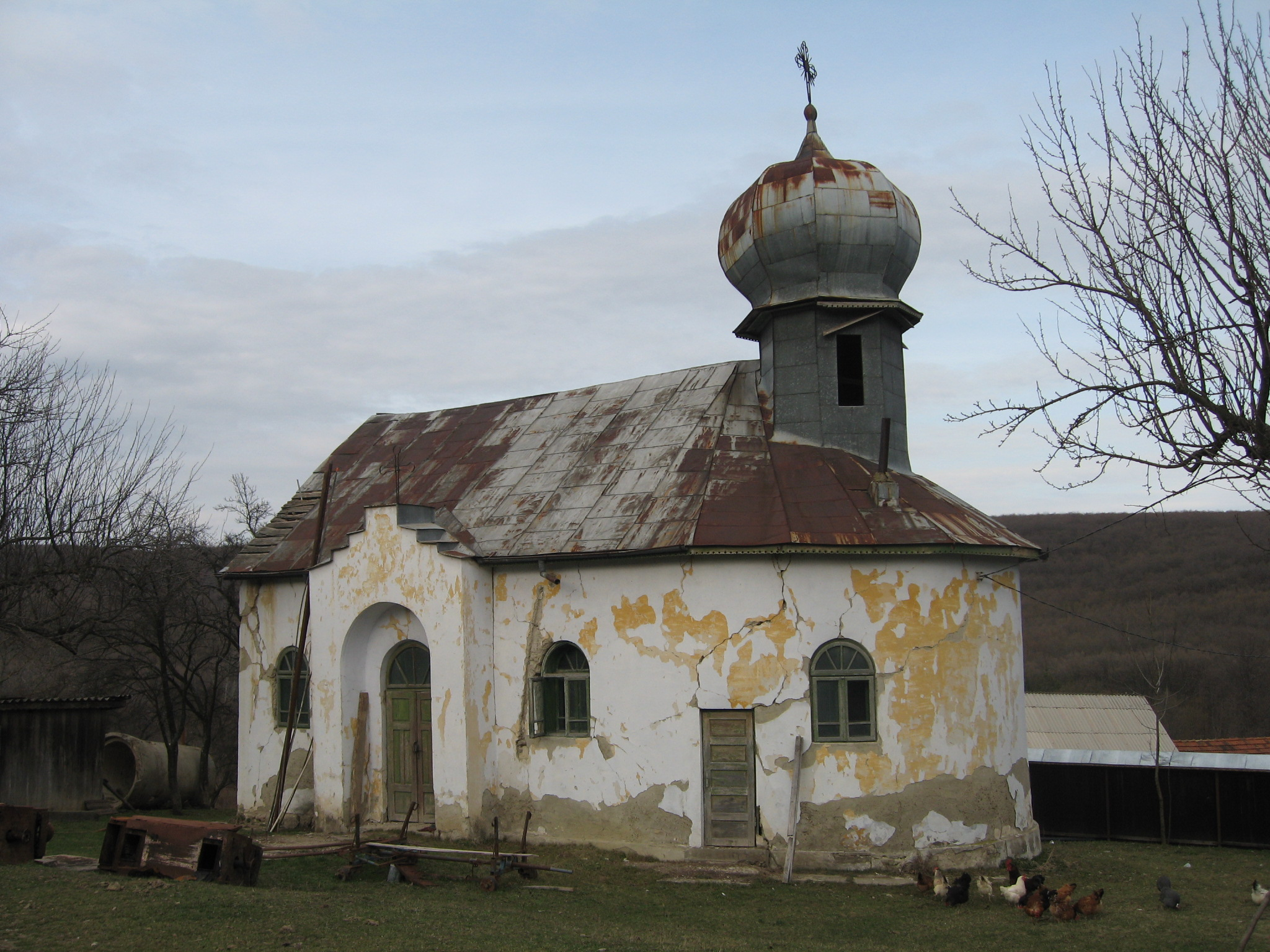
Biserica de piatră
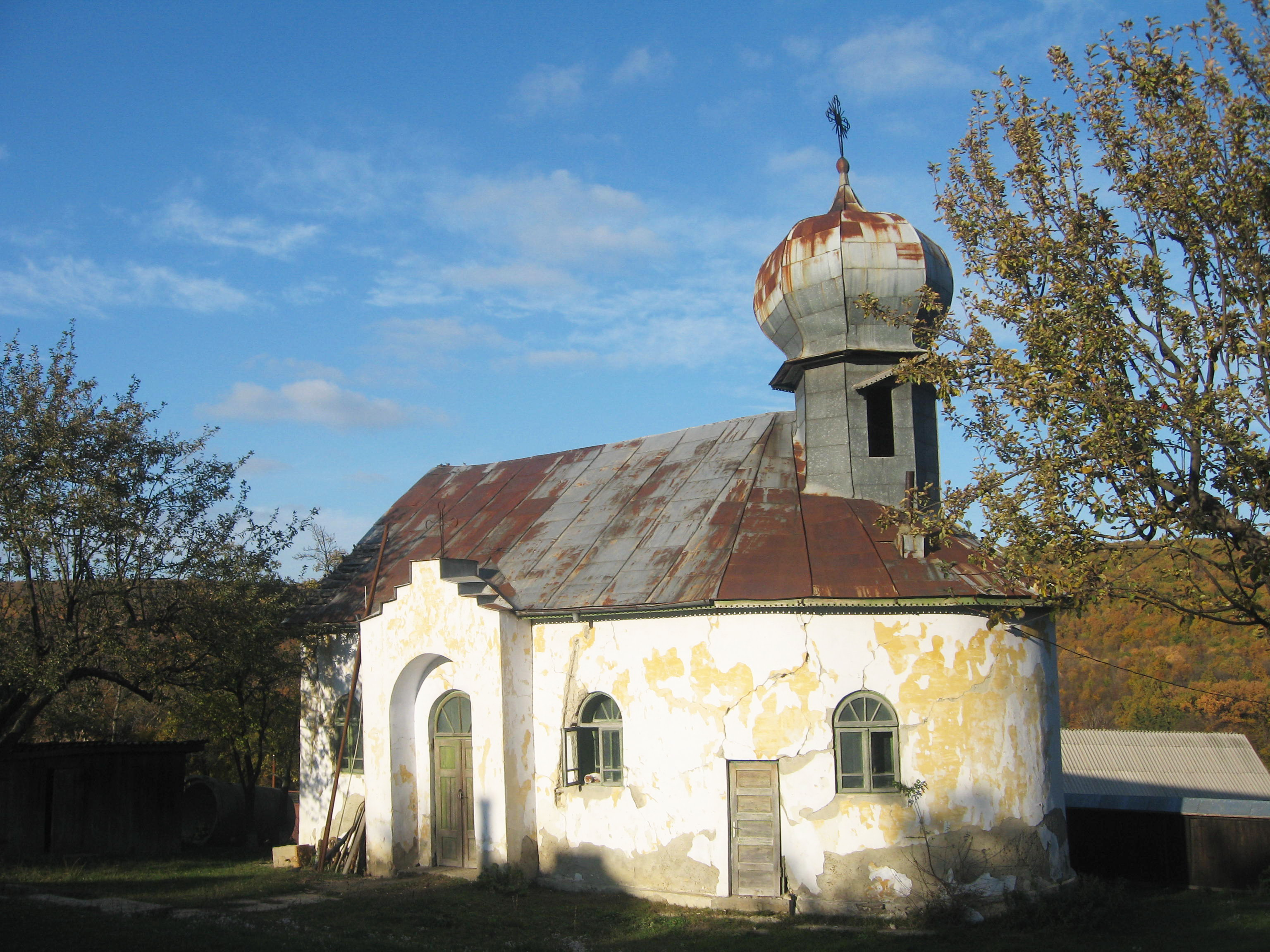
Biserica de piatră